# Мурашниця білоброва
Мурашниця білоброва (Hylopezus ochroleucus) — вид горобцеподібних птахів родини Grallariidae.

## Поширення
Ендемік Бразилії. Поширений у внутрішній частині східної частини країни, локально в західній і південній частині штату Сеара, у штаті Піауї, західній частині Пернамбуку, Баїї та на крайній півночі Мінас-Жерайса. Мешкає в лісах каатинга, на висоті від 500 до 1000 метрів над рівнем моря.